# Adenprotektoratet
Adenprotektoratet (arabiska:  محمية عدن Maḥmiyyat ʿAdan) var en brittisk besittning på Arabiska halvöns södra delar som utvecklades ur Adenkolonin sedan britterna 1839 tog hamnen i besittning under sin kamp mot sjöröveriet. Av administrativa skäl delades det upp i ett västligt och ett östligt protektorat. Senare kom territoriet att utgöra Sydjemen.

### Fotnoter
1. ↑  ”Yemen” (på engelska). World Statesmen. http://www.worldstatesmen.org/Yemen.html. Läst 9 november 2015.